# Ali Fakhreddine
Ali Fakhreddine, né le 3 avril 1983, au Liban, est un joueur libanais de basket-ball. Il évolue au poste d'ailier.

## Palmarès
- Finaliste du championnat d'Asie 2007